# 趙孟頫

『鵲華秋色図』

趙 孟頫（ちょう もうふ、Zhào Mèngfǔ、宝祐2年9月10日（1254年10月22日）- 至治2年6月16日（1322年7月30日））は、南宋から元にかけての政治家・文人（書家、画家）。字は子昂、号は松雪。諡は文敏。湖州烏程県の人。出自は宋の宗室で、南宋の第2代皇帝孝宗の同母兄の趙伯圭の玄孫である。字から趙子昂、号から趙松雪、封地から趙魏公と呼ばれることも多い。
妻の管道昇も画家として有名である。曾祖父は趙師垂。祖父は趙希戭。父は趙与訔。兄は趙孟頔・趙孟頒・趙孟碩・趙孟頌・趙孟頖・趙孟顥。弟は趙孟龥・趙孟頵・趙孟願。王蒙は外孫にあたる。

## 経歴
以下は柯劭忞『新元史』の趙孟頫伝に依拠して述べる。
南宋の真州（現在の江蘇省揚州市儀徴市）の司戸参軍に任官するも、宋室の滅亡によって、官途を離れる。その後は独学していた。
至元23年（1286年）、元の世祖皇帝クビライが在野の遺賢を招聘しようとした時、侍御史の程鉅夫の推薦で招かれて大都に行き、元に仕えた。このときも一悶着があり、御史中丞から「この者は滅ぼされた宋の旧皇族です。陛下のお側におらせてはいけませんぞ」と奏上があったという。世祖は押し切って近侍とした。宋を滅ぼした元朝に仕えたことは一族からも批判され、一族の縁を切った者さえいたという。詔書を書かせると世祖が思った通りの素晴らしい出来栄えだったため、更に抜擢して刑法の議論をさせたがそこでも頭角を現し、「まだ若い南人ごときが、我がモンゴル帝国の法が分かるはずがない」と難詰する人間をも論破して黙らせてしまったため、更に抜擢されて兵部郎中となった。その後も元王朝の官僚として活躍し、経済官僚として世祖からも重用された。
経済官僚としての業績は至元27年の減税とサンガ誅殺があげられる。至元27年(1290年)、大都で大地震が発生したときは、経済を牛耳っていた権臣で丞相のサンガ(桑哥)の権勢を恐れた元の官僚たちはこのことについて触れないようにして誤魔化していた。サンガはそれをいいことに被災者に対して過酷な税の取り立てを行い、複数の自殺者が出ていた。世祖は地震の被害に心を痛め、平章政事（宰相代行）のアルグンサリ(阿剌渾撒里)に被害状況を報告させた。集賢直学士の官にあった趙孟頫は、上司のアルグンサリに図り税の取り立てを免除しようとした。サンガは激怒して「陛下のご意思でもないのに減税するとは」といってこれをやめさせようとしたが、趙孟頫はサンガに「税の未納だからといって死んだ人からは取れませんよ。こういう災害の時に減税せずにいつやるというのですか。そもそも税の未納はあなたの不始末が原因でしょう。そうではないのですか！」と言い放ち、遂に減税を断行し、民衆はようやく救われたという。趙孟頫はアルグンサリに「あのサンガは私の国を潰したあの賈似道そっくりの悪人です。私どもが陛下を諌めてサンガを誅しなければ、笑いものになりますよ。私は重職にないので陛下に直接諫言が出来ません。あなたならできる。命をかけて悪人を倒す、これこそ仁者というべきだ。がんばりましょう！」と励まし、遂に世祖に諫言させてサンガを誅させたという。この時、世祖から中書政事（宰相代行）を打診されたが固辞している。その後も世祖の側近としてしばしば有益な諫言を行い、世祖から重んじられた。

以後、世祖が崩じた後も四人の皇帝に仕え、集賢院や翰林院の学士となり、大元政府内の長老として重んじられた。
69歳で没後、魏国公に追封され、文敏の諡号を与えられた。名声の故か、『三十六幅春画冊』（架空の作品）が清代の好色小説『肉蒲団』に登場する。

## 文化面での業績
政治家としても上記のように業績の多い人物だが、後世に与えた影響は芸術家としてのものが大きい。
- 王羲之の書風を学び、宋代の奔放な書風と一線を画し、後代に典型を提供した。書は王羲之を越え、『元史』趙孟頫伝で「篆、籀、分、隸、真、行、草書、古今に冠絶せざるなし、遂に書を以て天下に名たり。天竺に僧あり、其の書を求めんがために数万里を来たり、帰るや国中これを宝とす。」と言われている通り、インド人の僧侶がわざわざ書を求めに中国に来るほどであったといい、中国史上でも第一人者ともされている。ただ本人は王羲之に傾倒しており、王羲之書風の復興者であると自らを任じていた。台東区立書道博物館主任研究員の中村信宏は、「王羲之は肉筆が現存しておらず、臨書や拓本などから筆跡をたどることしかできません。つまり、実質的に王羲之書法の継承者である趙孟頫は、王羲之にアプローチするうえでは欠かすことのできない重要な存在であり、逆もまた然りということ。」と述べている。[7]
- 画風においては、文人画を復興し、元末四大家を指導した。
- 文集は『松雪斎集』。

## 評価
経歴の項にもあるように、生前から先祖の国を滅ぼした元に仕えたことが批判されていたが、後世でもこのことを批判するものが絶えなかった。書の実力としては中国歴代随一といわれるものの、趙は書道史においてさほど評価されていない。これは趙が宋の宗室の出身でありながら、自分の王室を滅ぼした敵方に仕えたことや、漢人でありながらモンゴル帝国に臣従したことにより、中華思想的な見地から評価を下げられたためである。王羲之の方を歴代随一とすることが多い。歴史学者の杉山正明は、上記の中華思想の問題から王羲之の方が真蹟が残っていないにも関わらず、趙より評価されているとしている。。幕末の志士藤田東湖は手本にした趙の書を床において「不忠者」として罵倒したという。
柯劭忞はこれらの評価について弁護しており、「殷の遺老微子啓のような人であるから、君子は趙孟頫を節操について批判すべきではなく、むしろ憐れむべきだ」と述べている。

## 作品
- 「蘭亭十三跋」（東京国立博物館）
- 「楷書玄妙観重脩三門記巻」（東京国立博物館）
- 「漢汲黯伝」（永青文庫）
- 「道徳経」元代延祐3年（1316年）3月24日 - 25日
- 「楷書張総管墓誌銘巻」（故宮博物館）

## 伝記
- 『元史』巻172
- 『新元史』巻190
- 『圭斎集』巻9魏国趙文敏公神道碑
- 吉田良次『趙子昂』二玄社、1991年